# تيتي سيرسل
تيتي سيرسل (مواليد 15 مايو 1959) هو ملاكم روماني، مثّل بلاده في الألعاب الأولمبية الصيفية 1980.

## روابط خارجية
تيتي سيرسل على موقع أوليمبيديا (الإنجليزية)